# Manuel Lozano Sevilla
Manuel Lozano Sevilla fue un crítico taurino español.
Desarrolló su labor profesional en distintos medios tantos escritos como radio y televisión. En 1940 ingresó en Radio Madrid y en 1958 pasó a Radio Nacional de España. En Televisión española presentó, a lo largo de los años 50 y 60, varios espacios taurinos como Fiesta brava (1959-1963), Graderío (1963-1964), Cartel (1965), Ayer domingo (1965) y Tendido 13 (1966). 
También escribió en ABC, Diario de Madrid o Crisol, dirigió la revista taurina El Burladero y escribió tres libros sobre este tema.